# Banner (Innere Mongolei)
Ein Banner (chinesisch 旗, Pinyin Qí; ᠬᠣᠰᠢᠭᠤ; mongolisch Hôxûû) ist eine Verwaltungseinheit auf Kreisebene in der Inneren Mongolei, einem autonomen Gebiet der Volksrepublik China.
Im Jahre 1697, während der Regierungsperiode Kangxi der Qing-Dynastie, wurden die Mongolen, die unter mandschurischer Herrschaft standen, in das militärisch-politische System der Acht Banner integriert. Daraus gingen die späteren geographisch-administrativen Einheiten hervor. Jedes Banner bestand aus mehreren Sum. Mehrere Banner bildeten einen Bund (Aimag). Im Jahr 2021 gab es 52 Banner (darunter drei autonome) in der Inneren Mongolei, die zu einem der drei noch bestehenden Bünden oder zu einer der neun bezirksfreien Städte gehören.

## Banner

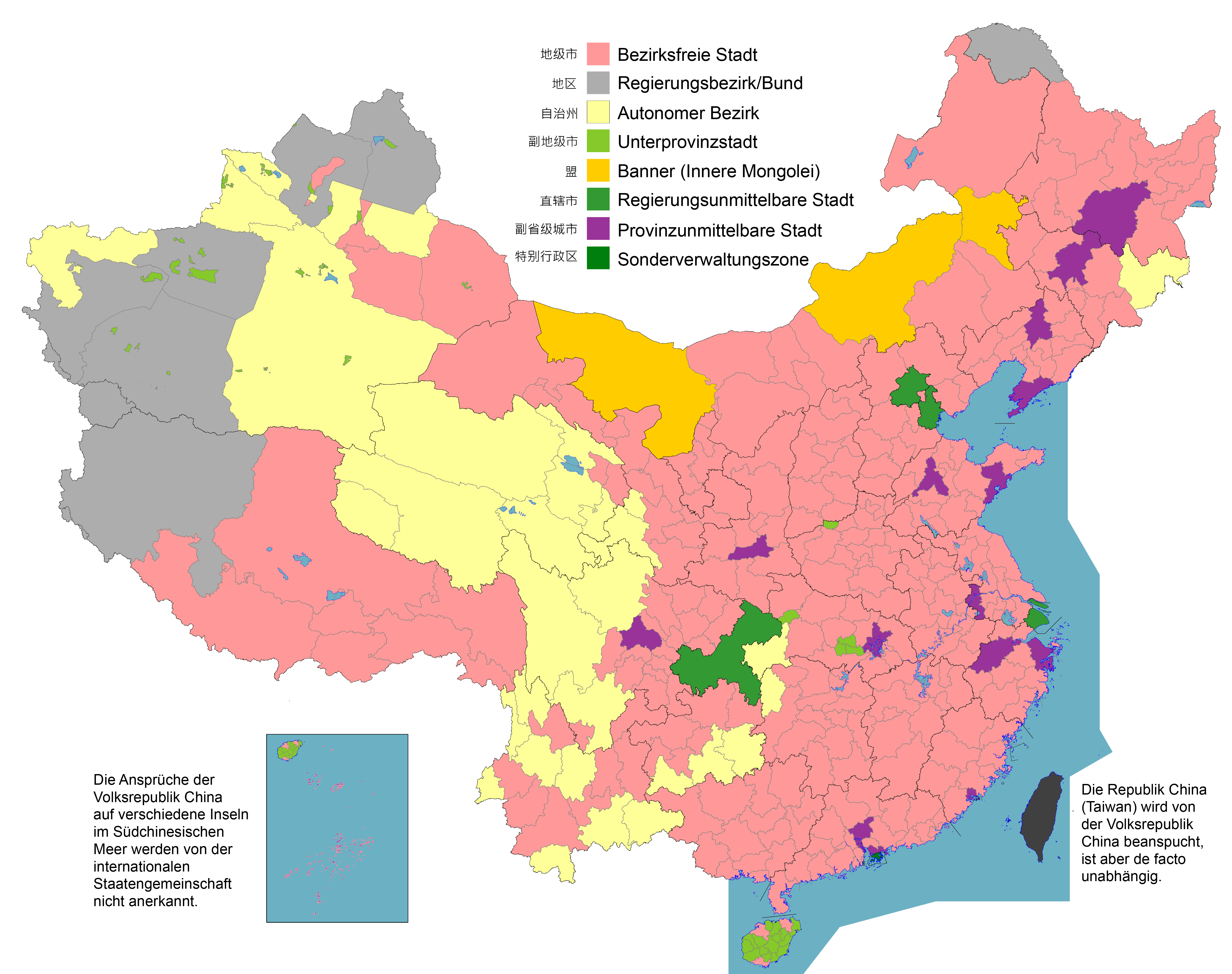

Nachfolgende Liste enthält alle heute noch existierenden 49 Banner. Die Banner sind alphabetisch sortiert nach dem Bezugswort (also ohne „Rechtes“, „Linkes“, „Altes“, „Neues“ etc.).
- Abag-Banner (Aimag Xilin Gol)
- Rechtes Alxa-Banner (Aimag Alxa)
- Linkes Alxa-Banner (Aimag: Alxa)
- Aohan-Banner (bezirksfreie Stadt Chifeng)
- Ar-Horqin-Banner (bezirksfreie Stadt Chifeng)
- Arun-Banner (bezirksfreie Stadt Hulun Buir)
- Linkes Bairin-Banner (bezirksfreie Stadt Chifeng)
- Rechtes Bairin-Banner (bezirksfreie Stadt Chifeng)
- Altes Bargu-Banner (bezirksfreie Stadt Hulun Buir)
- Neues Linkes Bargu-Banner (bezirksfreie Stadt Hulun Buir)
- Neues Rechtes Bargu-Banner (bezirksfreie Stadt Hulun Buir)
- Dalat-Banner (bezirksfreie Stadt Ordos)
- Darhan-Banner → Vereinigtes Darhan-Muminggan-Banner (bezirksfreie Stadt Baotou)
- Ejin-Banner (Aimag Alxa)
- Ejinhoro-Banner (bezirksfreie Stadt Ordos)
- Hanggin-Banner (bezirksfreie Stadt Ordos)
- Hinteres Hanggin-Banner (bezirksfreie Stadt Bayan Nur)
- Harqin-Banner (bezirksfreie Stadt Chifeng)
- Hexigten-Banner (bezirksfreie Stadt Chifeng)
- Hinteres Horqin-Banner des Linken Flügels (bezirksfreie Stadt Tongliao)
- Mittleres Horqin-Banner des Linken Flügels (bezirksfreie Stadt Tongliao)
- Vorderes Horqin-Banner des Rechten Flügels (Aimag Hinggan)
- Mittleres Horqin-Banner des Rechten Flügels (Aimag Hinggan)
- Hure-Banner (bezirksfreie Stadt Tongliao)
- Jalaid-Banner (Aimag Hinggan)
- Jarud-Banner (bezirksfreie Stadt Tongliao)
- Jung-Gar-Banner (bezirksfreie Stadt Ordos)
- Muminggan-Banner → Vereinigtes Darhan-Muminggan-Banner
- Naiman-Banner (bezirksfreie Stadt Tongliao)
- Ongniud-Banner (bezirksfreie Stadt Chifeng)
- Otog-Banner (bezirksfreie Stadt Ordos)
- Vorderes Otog-Banner (bezirksfreie Stadt Ordos)
- Mittleres Qahar-Banner des Rechten Flügels (bezirksfreie Stadt Ulanqab)
- Vorderes Qahar-Banner des Rechten Flügels (bezirksfreie Stadt Ulanqab)
- Hinteres Qahar-Banner des Rechten Flügels (bezirksfreie Stadt Ulanqab)

- Siziwang-Banner (bezirksfreie Stadt Ulanqab)
- Linkes Sonid-Banner (Aimag Xilin Gol)
- Rechtes Sonid-Banner (Aimag Xilin Gol)
- Taipusi-Banner (Aimag: Xilin Gol)
- Linkes Tumed-Banner (bezirksfreie Stadt Hohhot)
- Rechtes Tumed-Banner (bezirksfreie Stadt Baotou)
- Östliches Ujimqin-Banner (Aimag: Xilin Gol)
- Westliches Ujimqin-Banner (Aimag: Xilin Gol)
- Hinteres Urad-Banner (bezirksfreie Stadt Bayan Nur)
- Mittleres Urad-Banner (bezirksfreie Stadt Bayan Nur)
- Vorderes Urad-Banner (bezirksfreie Stadt Bayan Nur)
- Uxin-Banner (bezirksfreie Stadt Ordos)
- Vereinigtes Darhan-Muminggan-Banner
- Xianghuang-Banner (Aimag: Xilin Gol)
- Zhenglan-Banner (Aimag: Xilin Gol)
- Zhengxiangbai-Banner (Aimag: Xilin Gol)

## Autonome Banner
Autonome Banner (自治旗,  zìzhìqí) wurden von der Volksrepublik China für drei kleinere Nationalitäten der Inneren Mongolei gegründet. Sie sind Untereinheiten der bezirksfreien Stadt Hulun Buir.
- Oroqenisches Autonomes Banner (鄂伦春自治旗) für die Oroqen (bezirksfreie Stadt Hulun Buir)
- Autonomes Banner der Ewenken (鄂温克族自治旗) für die Ewenken (bezirksfreie Stadt Hulun Buir)
- Autonomes Banner Morin Dawa der Daur (莫力达瓦达斡尔族自治旗) für die Daur (bezirksfreie Stadt Hulun Buir)